# Stiphodon kalfatak
Espèce
Statut de conservation UICN

 DD  : Données insuffisantes
Stiphodon kalfatak est une espèce de poissons de la famille des Gobiidae.

## Distribution
Cette espèce est endémique du Vanuatu, elle se rencontre dans les rivières jusqu'à 10 m d'altitude.

## Description
C'est un gobie qui mesure 24 mm de long.

## Référence
- Keith, Marquet & Watson, 2007 : Stiphodon kalfatak, a new species of freshwater goby from Vanuatu (Gobioidei: Sicydiinae). Cybium, vol. 31, n. 1, p. 33-37 (texte original).